# Humby
Humby är en by i civil parish Ropsley and Humby, i distriktet South Kesteven, i grevskapet Lincolnshire, i England. Byn är belägen 9 km från Grantham. Humby var en civil parish från 1887 till 1931 då den blev en del av Ropsley and Humby. Civil parish hade 107 invånare år 1921. Byn nämndes i Domedagsboken (Domesday Book) år 1086, och kallades då Humbi.